# هو ليو
هو ليو هو لاعب كرة قدم وحكم كرة قدم كندي، ولد في 6 يوليو 1961.